# Jacek Piekara
Jacek Piekara (ur. 19 maja 1965 w Krakowie) – polski pisarz fantasy, dziennikarz i redaktor czasopism o grach komputerowych („Świat Gier Komputerowych”, „Gambler”, „Click!”, „GameRanking”, pseudonim: Randall), a także redaktor naczelny czasopisma „Fantasy”. Studiował psychologię i prawo na Uniwersytecie Warszawskim. Emigrował do Wielkiej Brytanii. Publikował pod pseudonimem Jack de Craft.

## Pisarstwo
Debiutował w sierpniu 1983 opowiadaniem Wszystkie twarze szatana na łamach miesięcznika „Fantastyka”. Jego pierwszą powieścią był Labirynt (1987). Obecnie znany głównie z cyklu opowiadań o czarodzieju Arivaldzie z Wybrzeża oraz opowiadań o Mordimerze Madderdinie – inkwizytorze żyjącym w alternatywnym świecie, w którym Chrystus zszedł z krzyża i objął władzę nad ludzkością (Sługa Boży, Młot na czarownice, Miecz aniołów, Łowcy Dusz, Płomień i krzyż, Ja, inkwizytor. Wieże do nieba, Ja, inkwizytor. Dotyk zła oraz Ja, inkwizytor. Bicz Boży). Wspólnie z Damianem Kucharskim napisał tom opowiadań Necrosis: Przebudzenie – wydany w kwietniu 2005.
Współpracował przy tworzeniu scenariusza gry komputerowej Książę i Tchórz, w której występuje Arivald – postać z jego opowiadań. Z czołówką polskich aktorów pracował jako reżyser dubbingów, prowadził również autorskie programy w radiu Wawa.
Laureat antynagrody Złoty Meteor w 2005, jako redaktor naczelny czasopisma „Fantasy”, za artykuł Karoliny Wiśniewskiej na temat Nagrody im. Janusza A. Zajdla.

### Cykl o Haldorze
- Imperium – smoki Haldoru cz.1, Iskry, Warszawa, 1987
- Imperium, Białowieża, Białystok, 1990

### Cykl o Conanie
- Pani Śmierć, jako Jack de Craft, Camelot, 1992

### Cykl o Arivaldzie z Wybrzeża
- Arivald z Wybrzeża, Prószyński i S-ka, 25 lipca 2000
- Ani słowa prawdy, Runa, Warszawa, 2 grudnia 2005 (reedycja Arivalda z Wybrzeża z dodanymi dwoma nowymi opowiadaniami)
  - To, co najważniejsze (również w magazynie „Fenix”, nr 1 (9) 1992)
  - Sekrety Tajemnego Bractwa
  - Cudak z Cudakowego Lasu (również w magazynie „Fenix”, nr 9 (36) 1994)
  - Nie wszystko złoto, co się świeci (i na odwrót)
  - Czarodziejki Chaosu (również w magazynie „Fenix”, nr 1 (80) 1999 i nr 2 (81) 1999)
  - Robaczek świętojański
  - Ani słowa prawdy (również w magazynie „Fenix”, nr 10 (89) 1999)
  - Arivald i wiedźmy
  - Kiedy czeka Nowy Świat
  - Klątwa wiedźmiarzy
- scenariusz gry komputerowej Książę i Tchórz

### Cykl o Mordimerze Madderdinie
Poniżej kolejność wg daty wydania.
- Sługa Boży, Fabryka Słów, Lublin, czerwiec 2003, wydanie drugie uzupełnione 10 listopada 2006
  - Czarne płaszcze tańczą (tylko wyd. uzupełnione)
  - Sługa Boży
  - Szkarłat i śnieg
  - Siewcy grozy
  - Owce i wilki
  - W oczach Boga (również w miesięczniku „Science Fiction”, nr 10 (10) 2001)
- Młot na czarownice, Fabryka Słów, Lublin, grudzień 2003, wydanie drugie 25 stycznia 2007
  - Ogrody pamięci (również w miesięczniku „Fantasy” nr 7 (11), Bauer, grudzień 2003)
  - Młot na czarownice
  - Mroczny krąg
  - Wąż i gołębica
  - Żar serca
- Miecz aniołów, Fabryka Słów, Lublin, listopad 2004, wydanie drugie 15 czerwca 2007
  - Głupcy idą do nieba
  - Kości i zwłoki (również w antologii Małodobry, Lublin, Fabryka Słów, listopad 2004)
  - Sierotki (również w antologii Demony, Lublin, Fabryka Słów, marzec 2004)
  - Maskarada
  - Miecz Aniołów
- Łowcy dusz, Fabryka Słów, Lublin, 8 grudnia 2006
  - Łowcy dusz
  - Wąż i gołębica. Powrót
  - Piękna jest tylko prawda
  - Wodzowie ślepych
- Płomień i krzyż. Tom 1, Fabryka Słów, Lublin, 2008
  - Piękna Katarzyna
  - Płomień i krzyż
  - Szachor Sefer
  - Drugie piętro wieży
- Ja inkwizytor. Wieże do nieba, Fabryka Słów, Lublin, 15 stycznia 2010
  - Dziewczyny Rzeźnika
  - Wieże do nieba
- Ja inkwizytor. Dotyk Zła, Fabryka Słów, Lublin, 26 listopada 2010
  - Dotyk Zła
  - Mleko i miód
- Ja inkwizytor. Bicz Boży, Fabryka Słów, Lublin, 17 czerwca 2011
- Ja inkwizytor. Głód i pragnienie, Fabryka Słów, 28 lutego 2014
  - Wiewióreczka
  - Głód i pragnienie
- Ja inkwizytor. Kościany galeon, Fabryka Słów, listopad 2015
- Płomień i krzyż. Tom 2, Fabryka Słów, Lublin, październik 2018[5]
- Płomień i krzyż. Tom 3, Fabryka Słów, Lublin, luty 2019[6]
- Ja inkwizytor. Przeklęte krainy, Fabryka Słów, czerwiec 2019.
- Ja inkwizytor. Przeklęte kobiety, Fabryka Słów, marzec 2020[7]
- Ja inkwizytor. Przeklęte przeznaczenie, Fabryka Słów, lipiec 2020.[8]
- Ja inkwizytor. Dziennik czasu zarazy, Fabryka Słów, luty 2023.
- Płomień i krzyż. Tom 4, Fabryka Słów, czerwiec 2023.
- Ja, Inkwizytor. Miasto Słowa Bożego, Zysk i S-Ka, październik 2024

### Cykl Necrosis
- Necrosis: Przebudzenie, Fabryka Słów, Lublin, kwiecień 2005 (współautor: Damian Kucharski)
  - Opętanie
  - Następny piękny dzień
  - Księżniczka i wiedźma
  - Krew, śmierć i świt
  - Czerwona mgła

### Cykl o Alicji
- Alicja tom 1, Red Horse, 2007 (pierwotny tytuł: Alicja i Miasto Grzechu)
- Alicja i Ciemny Las, Red Horse, 2008
- Alicja, Fabryka Słów, 2010 – poprzednie 2 tomy zebrane w całość

### Inne
- Labirynt, w serii Fantom wydawnictwa Alma-Press, Warszawa, 1986
- Zaklęte miasto, Nasza Księgarnia, 1990
  - Zaklęte miasto
  - Zaklęte miasto II
  - Vergor z Białego Zakonu (również w antologii Antologia SF. Dira necessitas., Almapress, Warszawa, 1988)
  - Syn szatana
  - Miasto Dwunastu Wież
  - Powrót Białych Jeźdźców
  - Rzeka Czasu
  - Oczy Południa
  - Wszystkie twarze Szatana (również w miesięczniku „Fantastyka”, Prószyński Media, sierpień 1983)
- Przenajświętsza Rzeczpospolita, Red Horse, maj 2006, Fabryka Słów, Lublin, maj 2008
- Świat jest pełen chętnych suk, Fabryka Słów, Lublin, 14 lipca 2006
  - Zielone pola Avalonu (współautor: Damian Kucharski; również w antologii Strefa Mroku. Jedenastu Apostołów Grozy – Bauer, Warszawa, grudzień 2002)
  - Świat jest pełen chętnych suk
  - Piękna i Bestia (również w antologii Strefa Mroku. Jedenastu Apostołów Grozy, Bauer, Warszawa, grudzień 2002)
  - Arachnofobia
  - Wśród ludzi
  - Życie to śmierć, śmierć to życie
  - Dom na Krawędzi Ciemności
  - Zawsze pan Dawn (również w miesięczniku „Science Fiction”, nr 6 (6) lipiec 2001)
  - Taniec na falach
  - Mądrość głupców
  - Ponury Milczek (cykl Planeta masek)
  - Pięć Płonących Wzgórz (cykl Planeta masek)
  - Czas Tańczącego Smoka (cykl Planeta masek, również w magazynie „Fenix”, nr 7 (16) 1992)
- Śmietnikowy dziadek i Władca Wszystkich Smoków w antologii Księga smoków, Runa, Warszawa, 5 grudnia 2006
- Rycerz kielichów, Runa, Warszawa, 12 listopada 2007
- Urocza posiadłość w stylu epoki; interaktywne opowiadanie osadzone w świecie gry Fable 2, 28 października – 4 listopada 2008
- Charakternik; Fabryka Słów, Lublin, styczeń 2009
- Mój Przyjaciel Kaligula; Fabryka Słów, Lublin, luty 2011
  - Żarna historii
    - Mój przyjaciel Kaligula (również w antologii Księga Strachu t. 1; Runa, Warszawa, 26 listopada 2007)
    - Arachnofobia
    - Stowarzyszenie Nieumarłych Polaków
    - Jak ja was, kurwy, nienawidzę (również w antologii Niech żyje Polska. Hura! t. 2, Fabryka Słów, Lublin, 11 stycznia 2007)

  - Piekło, niebo, ziemia
    - Operacja „Orfeusz (również w antologii A.D. XIII t. 1, Fabryka Słów, 2007)
    - Wśród ludzi
    - Dom na Krawędzi Ciemności
    - Życie to śmierć, śmierć to życie

  - Obce światy
    - Taniec na falach
    - Zawsze pan Dawn
    - Mądrość głupców
    - Śmietnikowy dziadek i Władca Wszystkich Smoków

  - Love story
    - Zielone pola Avalonu
    - Piękna i bestia
    - Świat jest pełen chętnych suk

  - Posłowie, czyli krótkie spojrzenie za kulisy

- Artur Potter Lwie Serce (antologia Księga wojny, 2011)[9]
- Szubienicznik; Otwarte, Kraków, kwiecień 2013
- Szubienicznik. Falsum et verum; Otwarte, Kraków, styczeń 2014
- Boję się Marsjan nawet gdy przynoszą dary, opowiadanie napisane wspólnie z użytkownikami portalu Gadzetomania.pl w ramach akcji Nieskończona Opowieść w 2014 roku[10]

### Publicystyka
- Redaktor naczelny magazynu „Click! Fantasy”
- Redaktor naczelny magazynu „Fantasy”, Bauer
- Redaktor naczelny magazynu „Fantasma”, listopad 2005–?, Onimedia
- Wstęp do Strefa Mroku. Jedenastu Apostołów Grozy, Bauer, Warszawa, grudzień 2002
- Wstęp do A.D. XIII t. 2, Fabryka Słów, Lublin, listopad 2007 (współautor: Dominika Repeczko)
- Dziennikarz magazynu „Świat Gier Komputerowych”
- Dziennikarz magazynu „Gambler”
- Dziennikarz magazynu „Click!”
- Dziennikarz magazynu „GameRanking”
- Dziennikarz tygodnika „Warszawska Gazeta”, cykl felietonów Okiem inkwizytora